# بيلي وايتهاوس
بيلي وايتهاوس (بالإنجليزية: Billy Whitehouse)‏ (13 يونيو 1996 في المملكة المتحدة - ) هو لاعب كرة قدم بريطاني في مركز الوسط. لعب مع نادي دونكاستر روفرز وإف سي هاليفاكس تاون.

## وصلات خارجية
- بيلي وايتهاوس على موقع قاعدة بيانات كرة القدم.إي يو (الإنجليزية)
- بيلي وايتهاوس على موقع Soccerbase.com (لاعب) (الإنجليزية)
- بيلي وايتهاوس على موقع Soccerway.com (الإنجليزية)